# Open di Francia 2001
L'Open di Francia 2001, la 100ª edizione degli Open di Francia di tennis, si è svolto sui campi in terra rossa dello Stade Roland Garros di Parigi, Francia, dal 26 maggio al 10 giugno 2001.
Il singolare maschile è stato vinto dal brasiliano Gustavo Kuerten, che si è imposto sullo spagnolo Àlex Corretja in quattro set con il punteggio di 6(3)–7, 7–5, 6–2, 6–0. Il singolare femminile è stato vinto dalla statunitense Jennifer Capriati, che ha battuto in finale in tre set la belga Kim Clijsters.
Nel doppio maschile si sono imposti Leander Paes e Mahesh Bhupathi. Nel doppio femminile hanno trionfato Virginia Ruano Pascual e Paola Suárez. Nel doppio misto la vittoria è andata alla coppia spagnola formata da Virginia Ruano Pascual e Tomás Carbonell.

## Seniors

### Singolare maschile
Gustavo Kuerten ha battuto in finale  Àlex Corretja con il punteggio di 6(3)–7, 7–5, 6–2, 6–0.

### Singolare femminile
Jennifer Capriati ha battuto in finale  Kim Clijsters con il punteggio di 1–6, 6–4, 12–10.

### Doppio maschile
Leander Paes /  Mahesh Bhupathi hanno battuto in finale  Petr Pála /  Pavel Vízner con il punteggio di 7–6, 6–3.

### Doppio Femminile
Virginia Ruano /  Paola Suárez hanno battuto in finale  Jelena Dokić /  Conchita Martínez con il punteggio di 6–2, 6–1.

### Doppio Misto
Virginia Ruano Pascual /  Tomás Carbonell hanno battuto in finale  Paola Suárez /  Jaime Oncins con il punteggio di 7–5, 6–3.

## Junior

### Singolare ragazzi
Carlos Cuadrado ha battuto in finale  Brian Dabul con il punteggio di 6–1, 6–0.

### Singolare ragazze
Kaia Kanepi ha battuto in finale  Svetlana Kuznecova con il punteggio di 6–3, 1–6, 6–2.

### Doppio ragazzi
Alejandro Falla /  Carlos Salamanca  hanno battuto in finale  Markus Bayer /  Philipp Petzschner con il punteggio di 3–6, 7–5, 6–4.

### Doppio ragazze
Petra Cetkovská /  Renata Voráčová hanno battuto in finale   Neyssa Etienne /  Annette Kolb con il punteggio di 6–3, 3–6, 6–3.